# Attilio Pratella

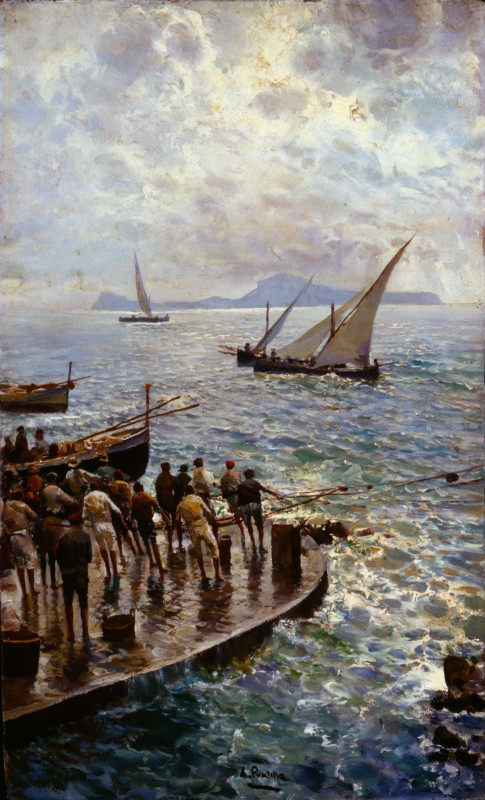
Pescatori sul molo, 1900 ca.
Fondazione Cariplo

Attilio Pratella (Lugo, 19 aprile 1856 – Napoli, 28 aprile 1949) è stato un pittore italiano, considerato tra i grandi vedutisti di scuola napoletana.

## Biografia
Nato a Lugo da Alessandro Pratelli e Giuseppa Verlicchi, nel 1876 cambiò il cognome in Pratella, analogamente al fratello Francesco, padre del musicista futurista Francesco Balilla Pratella.

Si iscrisse all'Accademia delle Belle Arti di Bologna. Ottenuta una borsa di studio, si trasferì a Napoli dove studiò al fianco di Puccinelli, Palizzi e Morelli. Qui esercitò la sua attività artistica fino alla morte, affiancato da Giuseppe Casciaro e Dalbono.
Anch'egli, come Casciaro e numerosi altri artisti attivi nella città campana, adottò anche la tecnica del pastello, prediligendo però quella ad olio. Riprese le tematiche della cosiddetta scuola di Posillipo, ma con un tratto di maggiore modernità e freschezza superando, rispetto ad altri pittori coevi, l'aspetto puramente pittoresco e realizzando opere di grande suggestione poetica. Oltre le apprezzate marine, ritrasse in formati di media-piccola misura, e spesso nelle sue ricercate tavolette, gli angoli di una Napoli in via di estinzione, i vicoli, i bassi, le viuzze, i mercati popolari.
A partire dal 1881, espose ininterrottamente nelle mostre napoletane della Promotrice Salvator Rosa, fino al secondo decennio del Novecento.

A partire da questa data, infatti, infastidito dalla popolarità creata attorno ai grandi nomi della pittura napoletana novecentesca, non volle prendere più parte alle esposizioni collettive, preferendovi esporre i suoi quadri solo in sue mostre personali.
Pittori sono stati anche i figli: Ada, Fausto e Paolo.
Dopo la sua morte le città di Napoli e di Lugo gli hanno intitolato una strada.
il Museo DAMA di Caserta ha istituito un "fondopratella" con più di 200 tra disegni e dipinti del primo periodo di Attilio Pratella.